# Стад де Франс
«Стад де Франс» (фр. Stade de France) — стадион во Франции, расположенный в северном пригороде Парижа Сен-Дени. Был построен специально к чемпионату мира по футболу 1998 года во Франции. «Стад де Франс» было доверено провести главный матч турнира — финал. В настоящее время вмещает 81 338 зрителей (на футбольных и регбийных матчах). Затраты на строительство составили около 285 млн евро.
В настоящее время арена является местом проведения домашних матчей сборной Франции по футболу и регби.
Конфигурация позволяет принимать также легкоатлетические соревнования — здесь прошёл чемпионат мира по лёгкой атлетике 2003 года, ежегодно проходит турнир Meeting Areva.
На стадионе прошли церемония закрытия, а также легкоатлетические соревнования и финал футбольного турнира в рамках летних Олимпийских игр 2024 года в Париже.

## История

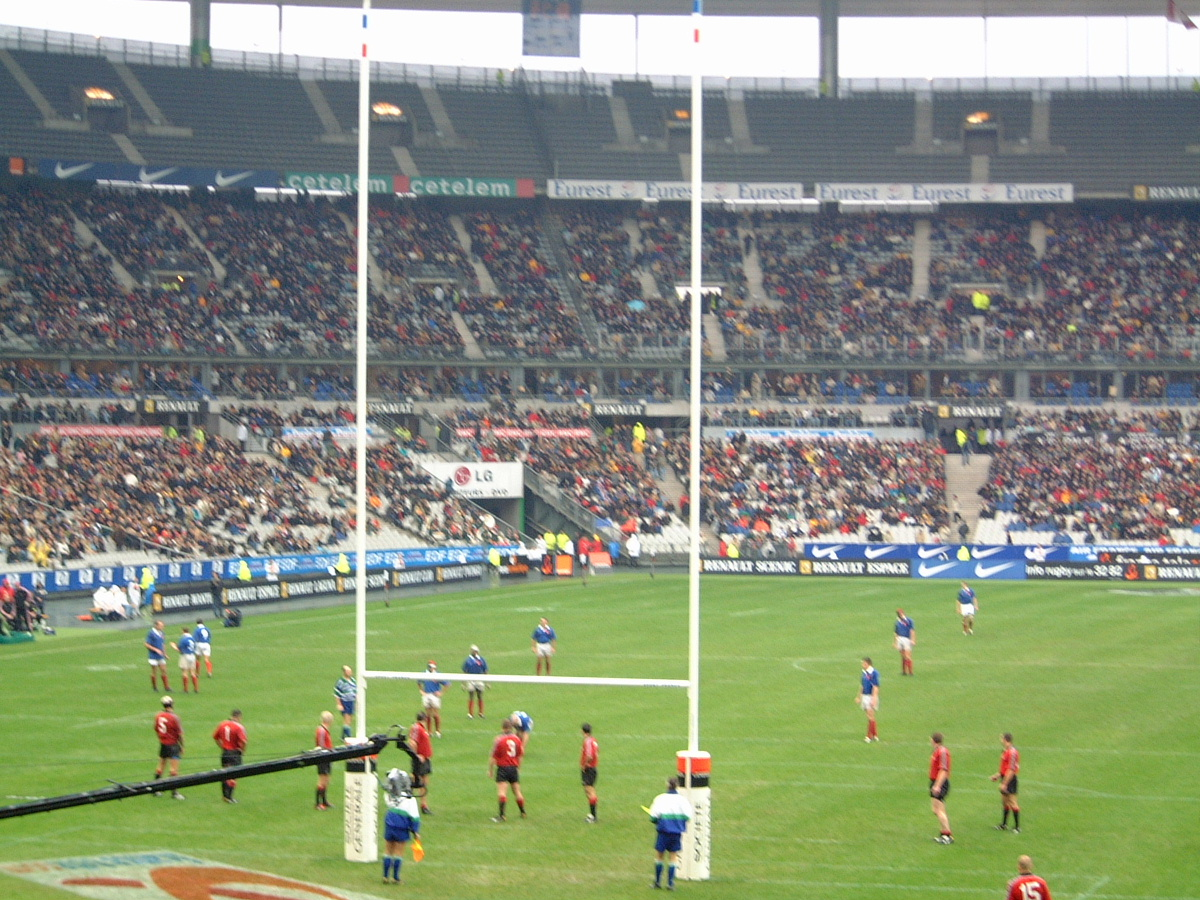
Матч между регбийными сборными Франции и Канады. 2002 год

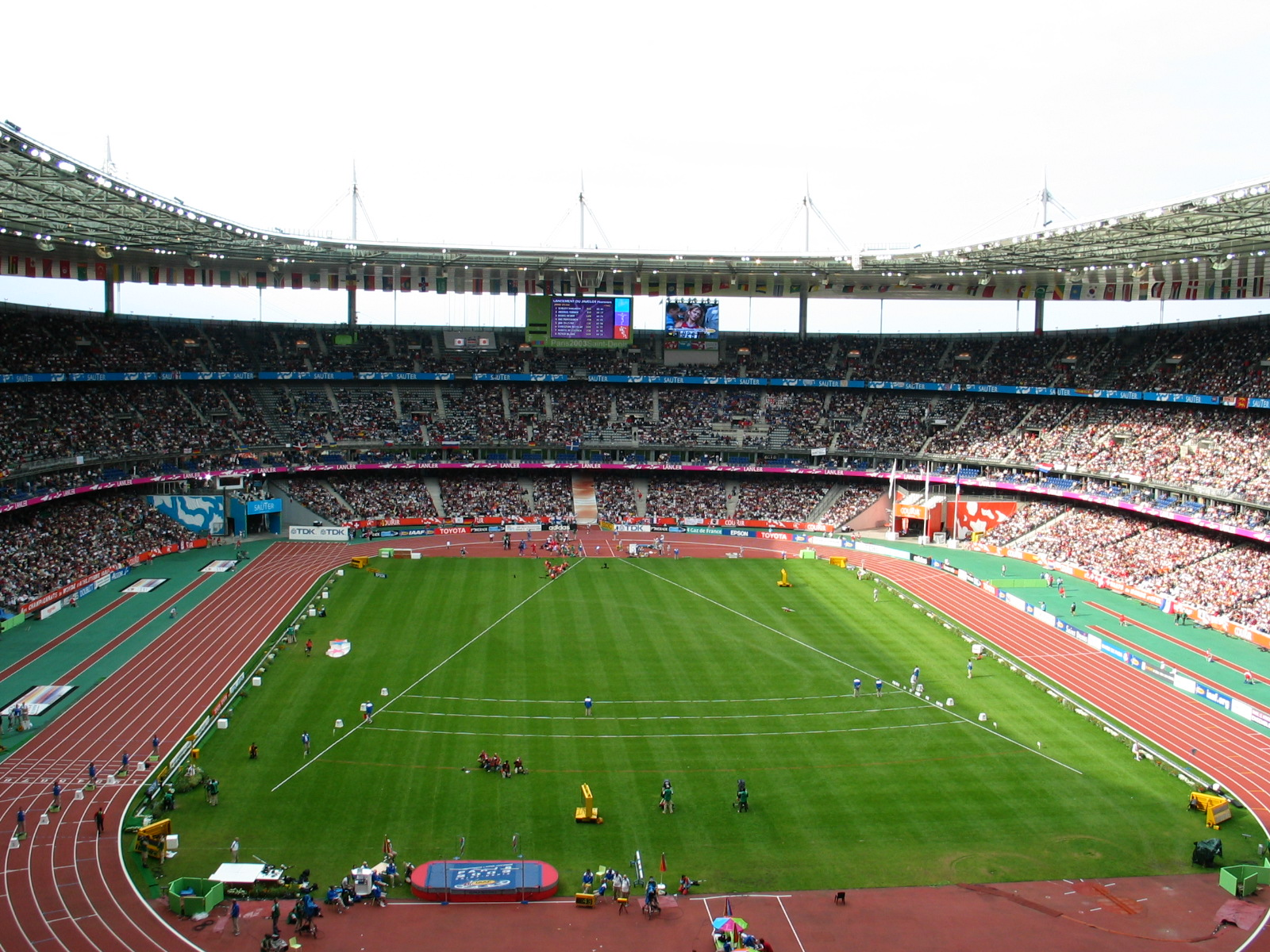
Чемпионат мира по лёгкой атлетике 2003

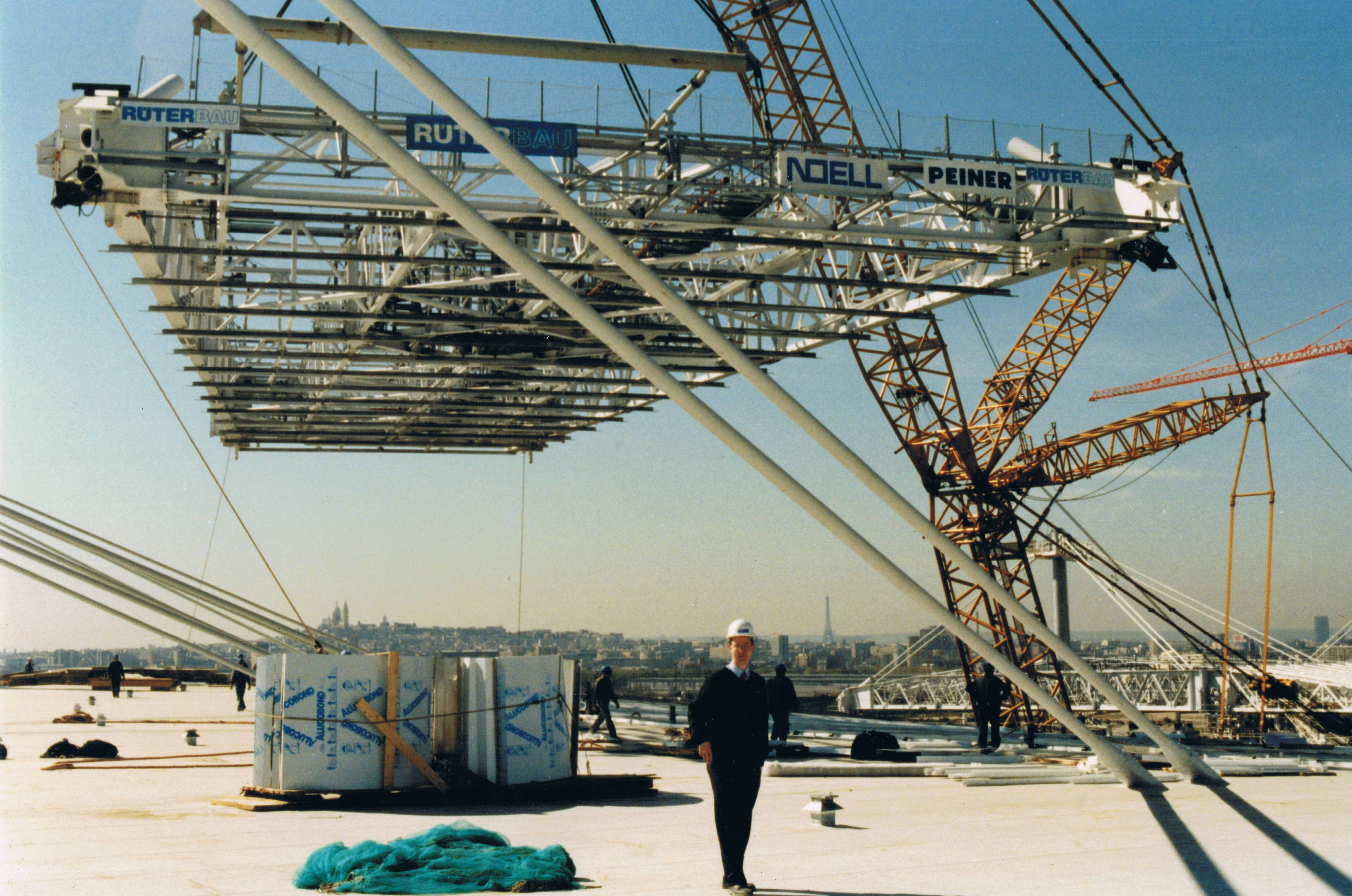
Последняя часть металлической конструкции крыши, 1997

Стадион планировался к строительству с начала 80-х, когда Франция претендовала на проведение чемпионата мира по футболу 1990 года, но 31 июля 1983 года, за год до голосования, сняла заявку. Затем Париж претендовал на проведение летних Олимпийских игр 1992 года, где в районе Венсенского леса на юго-западе Парижа планировалось строительство нового олимпийского стадиона на 80 тысяч человек, но заявка проиграла и строительство стадиона было отменено.
Когда Франция получила право провести чемпионат мира 1998 года, спортивные власти решили построить новый стадион. Первоначально местом строительства избрали Мелун-Сенар, к югу от Парижа. Однако жалобы на удаленность этого места от столицы вынудили организаторов изменить решение и перенести строительство в северный пригород Парижа Сен-Дени.
Первым национальным стадионом был «Коломб», который принимал матчи чемпионата мира 1938 года. Позже главной ареной страны стал «Парк де Пренс». Но даже после реконструкции 1975 года «Парк» не подходил для этой роли. Во-первых, он расположен в жилом районе на юго-западе Парижа, а кроме того, его вместимость — 50 000 зрителей — была недостаточной для чемпионата мира. Чего нельзя сказать о «Стад де Франс», который стал одним из самых величественных стадионов Европы. Он построен на месте заброшенных газовых разработок и может вместить 80 000 зрителей.
Однако не обошлось без проблем. Стадион открылся 28 января 1998 года товарищеским матчем сборных Франции и Испании. До последней минуты не было ясно, состоится ли игра. Матч закончился победой сборной Франции со счётом 1:0, первый мяч в истории стадиона на 20-й минуте забил 25-летний Зинедин Зидан.
Но все же стадион стал великолепной ареной для чемпионата мира. На нём проходила игра открытия Бразилия — Шотландия и ещё восемь матчей турнира. На этом же стадионе сборная Франции впервые стала чемпионом мира, обыграв в финале бразильцев (3:0).
Два года спустя здесь состоялся финальный матч Лиги чемпионов, в котором встречались мадридский «Реал» и «Валенсия». «Реал» победил с убедительным счетом 3:0 — более чем через сорок лет после того, как испанский королевский клуб выиграл первый Кубок чемпионов на поле старого «Парк де Пренс».
Российским болельщикам памятен матч отборочного этапа к чемпионату Европы по футболу 2000, когда сборная России в присутствии 78 тысяч зрителей одержала победу над хозяевами — действующими чемпионами мира.
И все же вопрос жизнеспособности стадиона остается открытым. Предполагалось, что он станет домашней ареной для «Пари Сен-Жермен», но клуб решил остаться на «Парк де Пренс».
В сентябре — октябре 2007 года Франция принимала 6-й чемпионат мира по регби. «Стад де Франс» стал главной ареной турнира. На нём прошли 7 матчей: матч открытия, ещё две игры группового турнира, четвертьфинал, оба полуфинала и финал.
Стадион принимал семь матчей чемпионата Европы по футболу 2016 года, включая матч открытия с участием сборной Франции (10 июня) и финал Португалия — Франция (10 июля), где хозяева чемпионата проиграли португальцам (0:1).
28 мая 2022 года на стадионе был сыгран финал Лиги чемпионов УЕФА, где встретились испанский «Реал Мадрид» и английский «Ливерпуль». Матч закончился победой «Реала» со счётом 1:0.

### Концерты
С самого начала стадион стал концертной площадкой международного уровня. 25 июля 1998 года, спустя две недели после финала чемпионата мира по футболу, на «Стад де Франс» выступили The Rolling Stones в рамках своего Bridges to Babylon Tour. В сентябре 1998 года прошли три концерта Джонни Холлидея, собравшие в сумме более 210 тыс. зрителей.
На стадионе выступали Селин Дион (1999), Тина Тёрнер (2000), AC/DC (2001), Пол Маккартни (2004 и 2015), U2 (2005, 2009, 2010), Мадонна (2008, 2012), Милен Фармер (2009, перенос отменённых концертов в 2023 на 2024), Depeche Mode (2009, 2013, 2023), The Black Eyed Peas (2011), Metallica (2012, 2019, 2023), Red Hot Chili Peppers (2012, 2022), Coldplay (2012, 2022), Lady Gaga (2012, 2022), Eminem (2013), Muse (2013, 2019, 2023), Джастин Тимберлейк (2014), One Direction (2014), BTS (2019), Rammstein (2023), Гарри Стайлз (2023) и другие всемирно известные исполнители.

### Теракты в ноябре 2015 года
13 ноября 2015 года, во время матча Франция-Германия, около стадиона произошёл один из серии терактов во французской столице, ответственность за которые взяла на себя группировка «Исламское государство». Двойной взрыв произошёл в окрестностях «Стад де Франс» во время первого тайма встречи. Никто из находившихся на стадионе не пострадал. Мощные разрывы были слышны на Стад де Франс, однако матч не был прерван и был доигран до конца: сборная Франции победила Германию со счетом 2:0.